# Gabriel Moreira
Gabriel Moreira, também conhecido como Biel Moreira (Rio de Janeiro, 14 de fevereiro de 2008), é um ator brasileiro, conhecido por interpretar o personagem Cascão nos filmes da Turma da Mônica.

## Carreira
Gabriel dançava hip hop desde os 7 anos e ficou em primeiro lugar em um dos festivais em que atuou, que era patrocinado por uma agência. Ele ganhou um livro de fotos e uma bolsa de um mês para estudar teatro.
Atuou como o Cascão no filme Turma da Mônica: Laços, após ter sido selecionado entre mais de 7.500 crianças. Em seguida, atuou no longa No Gogó do Paulinho.  Atuou novamente como Cascão na sequência, Turma da Mônica: Lições, e da série Turma da Mônica. na novela da Record, Jesus, e em A Divisão.
Em 12 de agosto de 2022, lançou seu primeiro single, "Gelo". A música do estilo trap atingiu mais de 100 mil visualizações nas redes sociais, e no dia 28 de outubro Gabriel lançou um EP intitulado "Conexões" com mais três músicas no mesmo estilo. Junto com as músicas, Gabriel lançou um documentário sobre os bastidores das gravações.

## Filmografia

### Televisão
| Ano  | Título                    | Personagem | Notas         |
| ---- | ------------------------- | ---------- | ------------- |
| 2018 | Jesus                     | Lior       |               |
| 2019 | A Divisão                 | Francisco  | Episódio: "4" |
| 2022 | Turma da Mônica - A Série | Cascão     |               |

### Cinema
| Ano  | Título                  | Personagem              |
| ---- | ----------------------- | ----------------------- |
| 2019 | Turma da Mônica: Laços  | Cascão                  |
| 2020 | No Gogó do Paulinho     | Paulinho Gogó (criança) |
| 2021 | Turma da Mônica: Lições | Cascão                  |